# 玉木亜弥
玉木 亜弥（たまき あや、2006年10月7日 - ）は、日本の女子バドミントン選手。日本勢史上初の世界ジュニアダブルスの2連覇者。

## 経歴
2023年の世界ジュニア選手権に、1学年年上の田口真彩とのペアで出場し優勝。高校2年次にして世界ジュニア女王に輝いた。
2024年3月12日付のBWF世界ランキングで、世界ジュニアランク1位を達成した。
10月の世界ジュニア選手権に、青森山田高校の平本梨々菜とのペアで出場し第2シードペアを破るなどし、全試合ストレートで勝利し優勝。日本勢としては、ダブルスにおいて史上初の連覇者という歴史的快挙となった。